# アントン・ドボシュ
アントン・ドボシュ（Anton Doboş、1965年10月13日 - ）は、ルーマニアの元サッカー選手。元ルーマニア代表。ポジションはディフェンダー。

## 来歴
1993年にルーマニア代表デビュー。1998 FIFAワールドカップ・ヨーロッパ予選では9試合に出場、1998 FIFAワールドカップ出場権を獲得した。ワールドカップでは1試合に出場した。ルーマニア代表で通算23試合に出場、1得点をあげた。

## 代表歴

### 出場大会
- ルーマニア代表
  - 1998 FIFAワールドカップ

### 試合数
- 国際Aマッチ 23試合 1得点（1993年-1998年）[1]

| ルーマニア代表 | 国際Aマッチ | 国際Aマッチ |
| 年             | 出場        | 得点        |
| -------------- | ----------- | ----------- |
| 1993           | 1           | 0           |
| 1994           | 0           | 0           |
| 1995           | 3           | 0           |
| 1996           | 7           | 0           |
| 1997           | 8           | 1           |
| 1998           | 4           | 0           |
| 通算           | 23          | 1           |